# Serrat Alt (Olost)
El Serrat Alt és una serra situada al municipi d'Olost a la comarca del Lluçanès, amb una elevació màxima de 693 metres.